# Leif Enger
Leif Enger (5 de septiembre de 1900 - 11 de noviembre de 1977) fue un actor, director, compositor y cantante noruego.

## Biografía
Su nombre completo era Leif Inge Thormod Enger, y nació en Oslo, Noruega, siendo sus padres Ola L. Enger y Jenny Andrea Enger.
Debutó en el cine en 1923 con Strandhugg paa Kavringen, participando en más de veinte producciones hasta el año 1970. Trabajó también como compositor en el Teatro de Trøndelag y en el Studioteatern, y como actor en el Oslo Nye Teater. Junto a Thorleif Reiss formó el dúo cómico llamado Pitt og Pott. Durante un tiempo también trabajó como director teatral en el Carl Johan-teatret.
Leif Enger falleció en Oslo en el año 1977. Fue enterrado en el Cementerio Vestre gravlund de dicha ciudad.

## Filmografía
- 1970 : Balladen om mestertyven Ole Høiland
- 1969 : Olsen-Banden operasjon Egon
- 1968 : De ukjentes marked
- 1966 : Sult
- 1964 : Nydelige nelliker
- 1964 : Klokker i måneskinn
- 1962 : Operasjon Løvsprett
- 1961 : Oss atomforskere i mellom
- 1960 : Millionær for en aften
- 1958 : Bustenskjold
- 1958 : På tokt med Terna
- 1957 : Peter van Heeren
- 1953 : Peter Pan
- 1952 : Veslefrikk med fela
- 1951 : Alicia en el país de las maravillas
- 1951 : Storfolk og småfolk
- 1948 : Trollfossen
- 1946 : Fun and fancy free
- 1946 : Vi vil leve
- 1946 : Englandsfarere
- 1941 : Den forsvundne pølsemaker
- 1941 : Gullfjellet
- 1934 : Op med hodet
- 1933 : Jeppe på bjerget
- 1923 : Strandhugg paa Kavringen